# Langouet
Langouet är en kommun i departementet Ille-et-Vilaine i regionen Bretagne i nordvästra Frankrike. Kommunen ligger i kantonen Hédé som tillhör arrondissementet Rennes. År 2022 hade Langouet 610 invånare.

## Befolkningsutveckling
Antalet invånare i kommunen Langouet
Referens:INSEE